# Albert Calmette
Léon Charles Albert Calmette (født 12. juli 1863 i Nice, død 29. oktober 1933 i Paris) var en fransk læge og bakteriolog. 
Han var i 1890 chef for Pasteurinstituttet i Saigon, 1895 i Lille, 1917 underdirektør for Pasteurinstituttet i Paris. Han opfandt i 1890'erne et serum mod slangegift (Calmettes serum) og gjorde en betydelig indsats i bekæmpelsen af tuberkulosen ved sin deltagelse i fremstillingen af den såkaldte BCG-vaccine. Calmette indførte bl.a. vaccination af nyfødte med denne vaccine.